# Polizeiruf 110: Der Spieler
Der Spieler ist ein deutscher Kriminalfilm von Jürgen Brauer aus dem Jahr 2002. Es ist die 238. Folge innerhalb der Filmreihe Polizeiruf 110 und der 19. Fall für das Ermittlerduo Schmücke und Schneider.

## Handlung
Ein Passant ruft nachts die Polizei, nachdem er angeblich einen Toten auf der Straße gefunden hat. Aber nachdem die Ermittler Schmücke und Schneider eingetroffen sind, ist außer einem Blutfleck nichts mehr zu sehen. Da der Tote neben einem Auto der Juwelierfirma „Silberstreif“ gelegen haben soll, erkundigen sich die Ermittler bei dem Inhaber Dieter Grossmann. Von ihm erfahren sie, dass das Auto von seinem Partner Christian Dietzel gefahren wurde, der auf Dienstreise sein sollte, aber nun offensichtlich verschwunden ist. Tags darauf wird festgestellt, dass in der Juwelierfirma „Silberstreif“ eingebrochen und der Tresor ausgeräumt wurde. Obwohl es so aussieht, als ob sich der oder die Täter von Dietzel die Schlüssel zum Geschäft besorgt haben, um dort einzubrechen, finden sich auch Hinweise auf Unstimmigkeiten zwischen Dietzel und seinem Partner Grossmann. Aufgrund eines Fotos vermuten die Ermittler sogar ein Verhältnis zwischen diesem und Dietzels Frau.
Ein mögliches Motiv für Dietzels Verschwinden findet sich, als sich Schmücke und Schneider mit dessen Spielsucht beschäftigen. Am Abend seines Verschwindens hatte er 40.000 Euro gewonnen, was der Musikproduzent Kurt Seifert mitbekommen hat, der unmittelbar nach Dietzel die Spielbank verlassen hatte. Schmücke überprüft ihn und findet heraus, dass er seinen eigenen privaten Spielclub eingerichtet hat, bei dem um recht hohe Einsätze gespielt wird. Seifert gibt zu, dass Dietzel ihm seinen Gewinn zur Tilgung seiner Schulden übergeben hatte, aber mit Dietzels Verschwinden hätte er nichts zu tun. So konzentriert sich Schmücke weiter auf Thea Dietzel, die zwischenzeitlich eine SMS präsentiert, die sie angeblich von ihrem Mann erhalten hätte. Dietzel hatte durch seine Spielsucht nicht nur seine Familie um aller Ersparnisse gebracht, sondern auch in der Firma Geld unterschlagen, was die Unstimmigkeiten mit Grossmann erklärt. Für Schmücke wäre das Grund genug, den unliebsamen Spieler aus dem Weg zu räumen. Er findet jedoch noch eine weitere Erklärung. Die Überprüfung von Dietzels Konten ergibt, dass vor vier Tagen das Sparbuch seines Sohnes Daniel fast leergeräumt wurde. Er will Daniel dazu befragen, doch trifft er ihn nicht an. Dagegen beobachten Schmücke und Schneider, wie Thea Dietzel andächtig einen Strauß Blumen in die Saale wirft. Daraufhin lassen sie den Fluss an dieser Stelle mit Tauchern absuchen und finden tatsächlich den Firmenwagen samt der Leiche von Christian Dietzel. Ebenso findet sich dort der Schmuck aus dem Firmentresor, den er selber gestohlen hatte, um auch diesen zu verspielen.
Schmücke und Schneider konfrontieren Thea Dietzel mit ihren Ermittlungsergebnissen und sie gesteht, ihrem Mann aufgelauert und ihn erschlagen zu haben. Doch den Ermittlern ist klar, dass sie nur ihren Sohn schützen will, denn Daniel hatte seinen Vater aus Wut niedergeschlagen, nachdem er bemerkt hatte, dass der sein mühsam erspartes Geld heimlich vom Sparbuch abgehoben hatte. Er erzählte seiner Mutter davon, und da sie annahm, dass ihr Mann tot war, zog sie ihn in den Wagen und versenkte ihn im Fluss.

## Kritik
Die Kritiker der Fernsehzeitschrift TV Spielfilm vergaben eine mittlere Wertung (Daumen zur Seite). Sie fanden, „Humor bringt Würze in die Biederkeit“, fragten sich, was „der süße Musikbrei“ soll und befanden: „Soll erfüllt - aber kein bisschen originell“.